# Somnifobia
La onirofobia, somnifobia, clinofobia o hipnofobia es un miedo irracional y excesivo ante el acto de dormir. Las personas que la sufren entran en un estado de pánico causado ante el temor a que mientras estarán durmiendo algo terrible les va a pasar, como la posibilidad de dejar de respirar o de que no despertarán nunca, aun sabiendo que no existe amenaza alguna, pero se mantienen despiertos, presentando insomnio. Algunas personas que tienen esta fobia asocian el hecho de acostarse con la muerte. 
En algunos casos, el pánico se desata ante la creencia de que los sueños que se tendrán al dormir, son en realidad delirios y estos favorecerán el caer en un estado de locura permanente. Este tipo de fobia, genera una gran cantidad de estrés y un deterioro físico y mental importantes, por lo que no es raro, que muchas personas acaben sufriendo alucinaciones, hecho que agrava todavía más este tipo de fobia.
Existe un caso muy curioso como el del vietnamita Thái Ngọc  que permaneció sin dormir nada menos que 45 años: se cree que debido a que sufrió un pico de fiebre no ha vuelto a claudicar en lo onírico.

## Síntomas básicos
La hipnofobia se manifiesta de forma típica a través de varios síntomas. Estos pueden afectar al paciente tanto física como mentalmente. Puede producir ansiedad cuando al sujeto se le habla de dormir o incluso cuando únicamente lo piensa. A veces la somnifobia se manifiesta como una forma de  trastorno de ansiedad lo que puede dificultar su tratamiento.
- Respiración entrecortada
- Falta de aire
- Confusión
- Sudoración
- Sentimiento de pánico y terror
- Somnolencia
- Xerostomía
- Temblor
- Palpitaciones
- Náuseas[4]